# 1 500 mètres masculin aux Jeux olympiques d'été de 2016 (athlétisme)
Pour un article plus général, voir Athlétisme aux Jeux olympiques d'été de 2016.
Navigation
Londres 2012 Tokyo 2020
L'épreuve du 1 500 mètres masculin aux Jeux olympiques de 2016 se déroule du 16 au 20 août 2016 au Stade olympique de Rio de Janeiro, au Brésil. Elle est remportée par l'Américain Matthew Centrowitz dans le temps de 3 min 50 s 00.

## Résultats

### Finale
| Rang               | Athlète            | Pays             | Temps         | Notes |
| ------------------ | ------------------ | ---------------- | ------------- | ----- |
| Médaille d'or      | Matthew Centrowitz | États-Unis       | 3 min 50 s 00 |       |
| Médaille d'argent  | Taoufik Makhloufi  | Algérie          | 3 min 50 s 11 |       |
| Médaille de bronze | Nick Willis        | Nouvelle-Zélande | 3 min 50 s 24 |       |
| 4                  | Ayanleh Souleiman  | Djibouti         | 3 min 50 s 29 |       |
| 5                  | Abdalaati Iguider  | Maroc            | 3 min 50 s 58 |       |
| 6                  | Asbel Kiprop       | Kenya            | 3 min 50 s 87 |       |
| 7                  | David Bustos       | Espagne          | 3 min 51 s 06 |       |
| 8                  | Ben Blankenship    | États-Unis       | 3 min 51 s 09 |       |
| 9                  | Ryan Gregson       | Australie        | 3 min 51 s 39 |       |
| 10                 | Nathan Brannen     | Canada           | 3 min 51 s 45 |       |
| 11                 | Ronald Musagala    | Ouganda          | 3 min 51 s 68 |       |
| 12                 | Charlie Grice      | Grande-Bretagne  | 3 min 51 s 73 |       |
| 13                 | Ronald Kwemoi      | Kenya            | 3 min 56 s 76 |       |

### Demi-finales

#### Demi-finale 1
| Rang | Athlète                | Pays               | Temps   | Notes |
| ---- | ---------------------- | ------------------ | ------- | ----- |
| 1    | Asbel Kiprop           | Kenya              | 3:39.73 | Q     |
| 2    | Taoufik Makhloufi      | Algérie            | 3:39.88 | Q     |
| 3    | Nicholas Willis        | Nouvelle-Zélande   | 3:39.96 | Q     |
| 4    | Ben Blankenship        | États-Unis         | 3:39.99 | Q     |
| 5    | Charlie Grice          | Grande-Bretagne    | 3:40.05 | Q     |
| 6    | Abdalaati Iguider      | Maroc              | 3:40.11 | q     |
| 7    | Nathan Brannen         | Canada             | 3:40.20 | q     |
| 8    | Benson Kiplagat Seurei | Bahreïn            | 3:40.53 |       |
| 9    | Jakub Holusa           | République tchèque | 3:40.83 |       |
| 10   | Dawit Wolde            | Éthiopie           | 3:41.42 |       |
| 11   | Henrik Ingebrigtsen    | Norvège            | 3:42.51 |       |
| 12   | Pieter-Jan Hannes      | Belgique           | 3:43.71 |       |
| 13   | Brahim Kaazouzi        | Maroc              | 3:48.66 |       |

#### Demi-finale 2
| Rang | Athlète                     | Pays            | Temps     | Notes          |
| ---- | --------------------------- | --------------- | --------- | -------------- |
| 1    | Ronald Kwemoi               | Kenya           | 3:39.42   | Q              |
| 2    | Ayanleh Souleiman           | Djibouti        | 3:39.46   | Q              |
| 3    | Matthew Centrowitz          | États-Unis      | 3:39.61   | Q              |
| 4    | Ryan Gregson                | Australie       | 3:40.02   | Q              |
| 5    | Ronald Musagala             | Ouganda         | 3:40.37   | q              |
| 6    | Mekonnen Gebremedhin        | Éthiopie        | 3:40.69   |                |
| 7    | Homiyu Tesfaye              | Allemagne       | 3:40.76   |                |
| 8    | Charles Philibert-Thiboutot | Canada          | 3:40.79   |                |
| 9    | Fouad Elkaam                | Maroc           | 3:40.93   |                |
| 10   | Chris O'Hare                | Grande-Bretagne | 3:44.27   |                |
| 11   | David Bustos                | Espagne         | 3:56.54   | q              |
| -    | Elijah Manangoi             | Kenya           | DNS       |                |
| -    | Robby Andrews               | États-Unis      | (3:40.25) | DSQ Rule 163.4 |

### Séries

#### Série 1
| Rang | Athlète                     | Pays                | Temps   | Notes |
| ---- | --------------------------- | ------------------- | ------- | ----- |
| 1    | Asbel Kiprop                | Kenya               | 3:38.97 | Q     |
| 2    | Ryan Gregson                | Australie           | 3:39.13 | Q     |
| 3    | Ayanleh Souleiman           | Djibouti            | 3:39.25 | Q     |
| 4    | Chris O'Hare                | Grande-Bretagne     | 3:39.26 | Q     |
| 5    | Matthew Centrowitz          | États-Unis          | 3:39.31 | Q     |
| 6    | Fouad Elkaam                | Maroc               | 3:39.51 | Q     |
| 7    | David Bustos                | Espagne             | 3:39.73 | q     |
| 8    | Charles Philibert-Thiboutot | Canada              | 3:40.04 | q     |
| 9    | Julian Matthews             | Nouvelle-Zélande    | 3:40.40 |       |
| 10   | Florian Carvalho            | France              | 3:41.87 |       |
| 11   | Thiago André                | Brésil              | 3:44.42 |       |
| 12   | Santino Kenyi               | Soudan du Sud       | 3:45.27 |       |
| 13   | Saud Al-Zaabi               | Émirats arabes unis | 4:02.35 |       |
|      | Aman Wote                   | Éthiopie            |         | DNS   |

#### Série 2
| Rang | Athlète                 | Pays              | Temps   | Notes |
| ---- | ----------------------- | ----------------- | ------- | ----- |
| 1    | Taoufik Makhloufi       | Algérie           | 3:46.82 | Q     |
| 2    | Elijah Motonei Manangoi | Kenya             | 3:46.83 | Q     |
| 3    | Robby Andrews           | États-Unis        | 3:46.97 | Q     |
| 4    | Nathan Brannen          | Canada            | 3:47.07 | Q     |
| 5    | Mekonnen Gebremedhin    | Éthiopie          | 3:47.33 | Q     |
| 6    | Brahim Kaazouzi         | Maroc             | 3:47.39 | Q     |
| 7    | Homiyu Tesfaye          | Allemagne         | 3:47.44 |       |
| 8    | Hamish Carson           | Nouvelle-Zélande  | 3:48.18 |       |
| 9    | Adel Mechaal            | Espagne           | 3:48.41 |       |
| 10   | Charlie Grice           | Grande-Bretagne   | 3:48.51 | q     |
| 11   | Paulo Lokoro            | Athlètes réfugiés | 4:03.96 |       |
| 12   | Augusto Soares          | Timor oriental    | 4:11.35 | PB    |
|      | Abdi Waiss Mouhyadin    | Djibouti          |         | DNF   |
|      | Filip Ingebrigtsen      | Norvège           |         | DSQ   |

#### Série 3
| Rang | Athlète                | Pays               | Temps   | Notes |
| ---- | ---------------------- | ------------------ | ------- | ----- |
| 1    | Jakub Holusa           | République tchèque | 3:38.31 | Q     |
| 2    | Ronald Kwemoi          | Kenya              | 3:38.33 | Q     |
| 3    | Abdalaati Iguider      | Maroc              | 3:38.40 | Q     |
| 4    | Ronald Musagala        | Ouganda            | 3:38.45 | Q     |
| 5    | Henrik Ingebrigtsen    | Norvège            | 3:38.50 | Q     |
| 6    | Nicholas Willis        | Nouvelle-Zélande   | 3:38.55 | Q     |
| 7    | Benson Kiplagat Seurei | Bahreïn            | 3:38.82 | q     |
| 8    | Pieter-Jan Hannes      | Belgique           | 3:38.89 | q     |
| 9    | Ben Blankenship        | États-Unis         | 3:38.92 | q     |
| 10   | Dawit Wolde            | Éthiopie           | 3:39.29 | q     |
| 11   | Salim Keddar           | Algérie            | 3:40.63 |       |
| 12   | Luke Mathews           | Australie          | 3:44.51 |       |
| 13   | Ilham Tanui Ozbilen    | Turquie            | 3:49.02 |       |
| 14   | Mohammed Rageh         | Yémen              | 3:58.99 |       |
| 15   | Erick Rodriguez        | Nicaragua          | 4:00.30 |       |

## Légende
Records et Performances
- AR : Record continental (area record)
- CR : Record des championnats (championship record)
- MR : Record du meeting (meet record)
- NR : Record national (national record)
- OR : Record olympique (olympic record)
- PR : Record paralympique (paralympic record)
- PB : Record personnel (personal best)
- SB : Meilleure performance personnelle de la saison (season's best)
- WL : Meilleure performance mondiale de l'année (world leader)
- WJR : Record du monde junior (world junior record)
- WR : Record du monde (world record)

Circonstances et Conditions
- DNF : N'a pas terminé (did not finish)
- DNS : N'a pas pris le départ (did not start)
- DQ : Disqualification (disqualification)
- NM : Aucun essai valable enregistré (No Mark)
- Q : Qualifié « directement » au prochain tour (ou à la prochaine compétition), lors d'une compétition majeure, grâce au classement ou à la réalisation des minima (automatic qualifier)
- q : Qualifié au prochain tour (ou à la prochaine compétition), lors d'une compétition majeure, grâce au repêchage ou à la réalisation de l'une des meilleures performances parmi celles des « non qualifiés directement » (grâce au meilleur temps ou à la meilleure distance par exemple) (secondary qualifier)